# Claire Keeganová
Claire Keeganová (* 1968) je irská spisovatelka, její knihy byly přeloženy do mnoha jazyků. Za své dílo získala řadu ocenění. Je známá jako autorka povídek a novel. Některá její díla byla adaptována do filmu.

## Život a dílo
Narodila se a vyrůstala na farmě v hrabství Wicklow v Irsku. V sedmnácti letech odešla do USA. V New Orleans na Loyola University vystudovala v roce 1992 anglistiku a politologii. Téhož roku se vrátila do Irska a žila v Cardiffu, kde na univerzitě získala magisterský titul v oboru tvůrčího psaní a vyučovala v roce 1995 studenty na University of Wales. Na Trinity College v Dublinu získala v roce1999 titul z filozofie (M. Phil). Byla stipendistkou Wingate Scholar a získala také plné stipendium na Trinity College. V roce 2008 působila jako hostující profesorka na Villanova University. Od roku 2008 je členkou sdružení významných irských umělců Aosdana. V roce 2025 se zúčastnila Literárního festivalu v Berlíně. Žije ve Wexfordu.
V roce 1999 vydala první sbírku 15 povídek Antarctica (Antarktida) a získala Rooneyho cenu za irskou literaturu a cenu Williama Trevora. Její druhá sbírka povídek Walk the Blue Fields (Modrá pole) vyšla v roce 2007 a obdržela mimo jiné Edge Hill Prize za nejlepší sbírku povídek na britských ostrovech. Novela Foster (Třetí světlo) vyšla v časopise The New Yorker v roce 2010, byla zařazena do žebříčku Nejlepší americké povídky roku 2011 a získala cenu Davyho Byrnese. Scenárista a režisér Colm Bairéad novelu adaptoval v roce 2022 do filmu pod názvem The Quiet Girl (An Cailín Ciúin,Tichá dívka). V roce 2023 byl film nominován na Oscara za nejlepší mezinárodní celovečerní film a na festivalu v Berlíně získal film Zlatého medvěda. Novela Small Things Like These (Takové maličkosti) vyšla v roce 2021, dostala se do užšího výběru na Bookerovu cenu a získala Rathbones Folio Prize, udělovanou za nejlepší literární dílo bez ohledu na formu vydané v angličtině. Filmová adaptace měla světovou premiéru na 74. mezinárodním filmovém festivalu v Berlíně v roce 2024. Získala cenu Kerry Group Irish Novel of the Year Award, cenu Ambassadors' Prize a Orwellovu cenu za politickou fikci. Kniha So Late in the Day (Na konci dne) byla publikována v roce 2022 a dostala se do užšího výběru na British Book Awards.
Claire Keeganová získala v Irsku v roce 2022 cenu Žena roku za literaturu, v roce 2023 cenu za Autorku roku, v roce 2024 cenu Seamuse Heaneyho za umění a literaturu a cenu Siegfrieda Lenze. Oprah Winfreyová zvolila knihu Small Things Like These v roce 2024 za svou knihou měsíce.

### Novely
- Foster, 2010

- Small Things Like These, 2021

### Sbírky povídek
- Antarctica, 1999
- Walk the Blue Fields, 2007
- So Late in the Day, 2023

### Česky vydané knihy
- Modrá pole, 2009 (Walk the Blue Fields, 2007)[18]

- Třetí světlo, 2011 (Foster, 2010)[19]
- Takové maličkosti, 2023 (Small Things Like These, 2021)[20]
- Na konci dne, 2024 (So Late in the Day, 2023)[21]
- Antarktida, 2025 (Antarctica, 1999)[22]